# ヨヴァン・スタンコヴィッチ
ヨヴァン・スタンコヴィッチ（Jovan Stanković、セルビア語キリル: Joвaн Cтaнкoвић、1971年3月4日 - ）は、セルビア (旧ユーゴスラビア) ・ピロト出身の元サッカー選手、サッカー指導者。ポジションはMFだった。

## クラブ経歴
セルビアで経験を積んで1996年、当時セグンダ・ディビシオンに在籍していたRCDマヨルカに移籍。加入後すぐにレギュラーの座を掴み、1996-97シーズンにはマヨルカの1部昇格に貢献した。1部昇格後も定位置を確保し、1998-99シーズンにはスーペルコパ優勝を、1999-00シーズンにはリーグ戦24試合に出場してキャリアハイとなる5ゴールを挙げた。その活躍とUEFA EURO 2000の代表メンバーに招集されたことで、2000年1月にハビエル・クレメンテ監督率いるオリンピック・マルセイユヘと移籍した。しかし、マルセイユではベンチを温める機会が多く、わずか半年でクラブを退団し、アトレティコ・マドリードに加入した。
このときのアトレティコ・マドリードは2部降格と低迷しており、スタンコヴィッチは1部昇格への鍵となる補強だった。アトレティコ・マドリードでの1シーズン目はリーグ戦34試合に出場し、クラブを1部に復帰させるなど恵まれたシーズンを過ごしたが、2シーズン目からローテーション要員に回された。自身の立場に納得いかなかったスタンコヴィッチは2002-03シーズン終了を機にアトレティコ・マドリードを退団した。
アトレティコ・マドリード退団以降は、古巣のマヨルカや、セグンダ・ディビシオンに在籍していたUEリェイダに所属し、33歳で現役を引退した。

## 代表経歴
2000年、RCDマヨルカでの活躍からUEFA EURO 2000を戦うセルビア・モンテネグロ代表メンバーに選出された。本大会ではグループリーグのスペイン代表戦とベスト8のオランダ代表戦に出場した。スペイン戦では3-4、オランダ戦は1-6で敗戦している。

## タイトル
マヨルカ
- スーペルコパ : 1回 (1998-99)

アトレティコ・マドリード
- セグンダ・ディビシオン : 1回 (2001-02)